# 金坂健二
金坂 健二（かねさか けんじ、1934年9月22日 - 1999年7月2日）は日本の映画作家、評論家、写真家。

## 来歴・人物
東京都生まれ。祖父はうなぎ屋だが、父親は家業を継がず家を貸して不動産収入で遊食していた。足立区立千住小学校から旧制東京都立江北中学校に入学、学制改革を経て、1952年、東京都立江北高等学校卒業。同校在学中は美術部に籍を置き、英語が得意で、成績は学年400人中1番から2番で通していた。東京大学に落ちて1浪で早稲田大学と慶應義塾大学文学部に合格し、後者に入学、1957年、同英米文学科卒業。松竹映画国際部に社長（城戸四郎）付きの通訳として籍を置き、ハーヴァード大学の国際セミナーに参加するうちに米国のアングラ映画作家と知り合い、松竹を休職中にフルブライト基金を受けて渡米、ノースウェスタン大学に1年間留学。映画『アメリカ、アメリカ、アメリカ』を完成して学校を離れ、日本に帰国後、1966年に映画『ホップスコッチ』を完成。イッピーのアビー・ホフマンやジェリー・ルービンと親交があった。
1964年、飯村隆彦、石崎浩一郎、大林宣彦、高林陽一、佐藤重臣、ドナルド・リチー、足立正生らと実験映画製作上映グループ「フィルム・アンデパンダン」を結成。

## 映画作品
- 『燃えやすい耳』（1963年）シカゴ・ハルハウス国際実験映画祭最高賞受賞
- 『アメリカ、アメリカ、アメリカ』
- 『ホップスコッチ』（1966年）

## 著書
- 『日本映画は崩壊するか』三一書房、1968年、307頁。ASIN B000JA5NJY。
- 『アンダーグラウンド・ジェネレーション―地下の世代』ノーベル書房、1968年。ASIN B000JA3X8M。
- 『地下のアメリカ』学芸書林、1967年、260頁。ASIN B000JA6XGQ。
- 『幻覚の共和国』晶文社、1971年、463頁。ASIN B000J932EI。
- 『俺たちのアメリカ』講談社、1976年、210頁。ASIN B000J9EKXU。
- 『アメリカを撮る』朝日ソノラマ、1978年3月、172頁。ASIN B000J8QKHA。

## 関連文献
- 北沢夏音「Apocalypse '60S 金坂健二 アンダーグラウンドのルシファー」（2009年から2011年、『spectator』誌の第20号から第23号に連載）